# Katutura-Staatskrankenhaus
Das Katutura-Staatskrankenhaus (englisch Katutura Intermediate Hospital, zu Deutsch etwa Intermediärkrankenhaus Katutura; ehemals Katutura State Hospital) ist eines von zwei staatlichen Krankenhäusern in der namibischen Hauptstadt Windhoek. Das Krankenhaus liegt im Stadtteil Katutura unmittelbar an der Nationalstraße B1. Errichtet wurde das Haus im Jahr 1973 noch während der Zeit der südafrikanischen Verwaltung Namibias.
Mit 749 Betten ist es nur unwesentlich kleiner als das Windhoek Zentralkrankenhaus (782 Betten). Das Krankenhaus dient als eines von drei landesweiten Ausbildungszentrum für Medizinstudenten der Universität von Namibia. Darüber hinaus erfüllt die Einrichtung eine umfassende Versorgungsleistung von Patienten in den meisten medizinischen Disziplinen auch außerhalb Windhoeks.
Aufgrund von Renovierungsstaus kam es zwischen 2005 und 2008 zu öffentlichen Beschwerden über unhaltbare Zustände im Krankenhaus (unter anderem verschmutztes Trinkwasser, dauerhafte Stromausfälle). Eine große Investitionsmaßnahme wurde eingeleitet und 2008 wurde ein hochmodernes solargestütztes Warmwassersystem in Betrieb genommen. Auch in der jüngeren Vergangenheit kam es wiederholt zu Kritik an den baulichen und hygienischen Zuständen im Krankenhaus. In den Jahren 2022 und 2023 erfolgten erste umfassende Renovierungen, die 2024 im Umfang von 40 Millionen Namibia-Dollar fortgesetzt werden. Dazu gehörte etwa die Erneuerung der Notaufnahme, in der in einem Monat rund 4.600 Patienten behandelt werden.